# Траутфеттер Рудольф
Рудольф Ернестович (Ернст Рудольф) Траутфеттер, з 1825 — фон Траутфеттер (8 лютого 1809, Мітава — 12 січня 1889, Київ) — німецький балтійський ботанік. Ректор Київського університету Св. Володимира (1847—1859 рр.)

## Біографія
Народився в Мітаві (тепер Латвія). Закінчив Дерптський університет (1829). Член-кореспондент Петербурзької АН (з 1837). Працював у Дерпті, Петербурзі й Києві, де був 1839–1859 професором університету (1847 — 1859 ректором) і директором Університетського Ботанічного Саду (1841–1852). Перші посадки в ботанічному саду Траутфеттер зробив 22 травня 1839 р., і цей день є офіційною датою заснування Ботанічного саду Київського університету.
1860 року посідав місце керівника Гори-Горецького землеробського інституту. У 1864-1875 роках керував Санкт-Петербурзьким ботанічним садом. Заслугою Траутфеттера було видання з 1871 року «Трудов Імператорського Санкт-Петербурзького Ботанічного саду».

## Нагороди
- Орден Святої Анни 1-го ступеня
- Орден Святого Станіслава 1-го ступеня
- Орден Святого Володимира 3-го ступеня

## Наукові праці
- Grundriß einer Geschichte der Botanik in Bezug auf Rußland, 1837.
- Plantarum imagines et descriptiones floram rossicam illustrantes, 1844–1847.
- Reise in den äußersten Norden und Osten Sibiriens während der Jahres 1843 und 1844, 1847.
- Florae Rossicae fontes // Труды Императорского ботанического сада, том VII, 1880.
- Incrementa florae phaenogamae Rossicae // Труды Императорского ботанического сада, тома VIII и IX, 1883—1884.
- Траутфеттер Р. История исследования флоры губерний Киевского учебного округа и литература, к ней относящаяся / ст. Р. Траутфеттера. — Киев : Унив. тип., 1854. — 2, 11, 3 с.; 8°. [Архівовано 20 грудня 2021 у Wayback Machine.]